# モノのインターネット

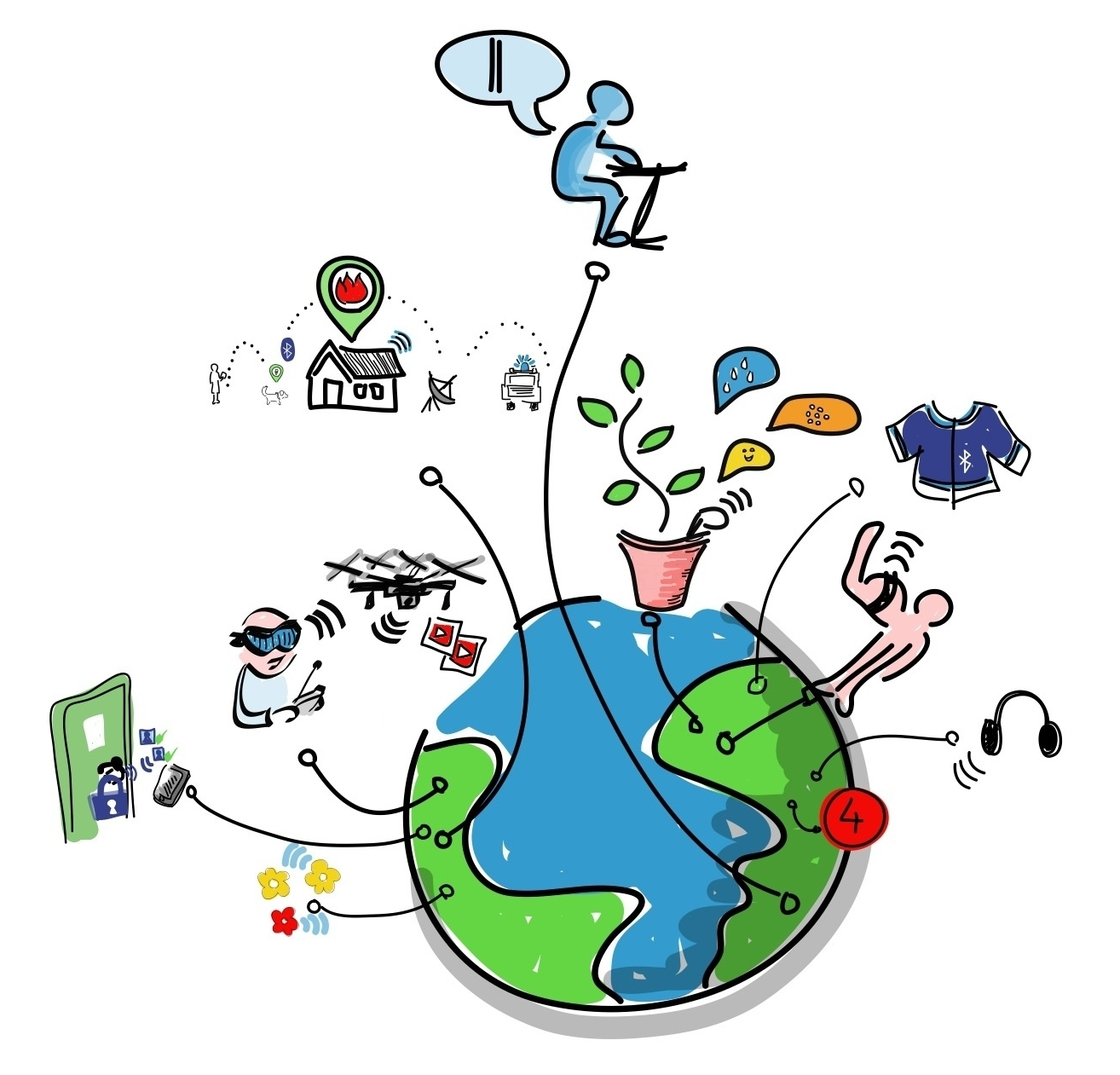
「モノのインターネット」が世界を繋ぐイメージ

モノのインターネット（物のインターネット、英: Internet of Things、IoT）とは、様々な「モノ（物）」がインターネットに接続され（単に繋がるだけではなく、モノがインターネットのように繋がる）、情報交換することにより相互に制御する仕組みである。それによるデジタル社会（クロステック）の実現を指す。現在の市場価値は800億ドルと予測されている。経済産業省が推進するコネクテッドインダストリーズやソサエティー5.0との関連でも注目を集めている。 
モノのインターネットの主要なテーマは、短距離のモバイルトランシーバーをさまざまなガジェットや日常のアイテムに埋め込むことで、人とモノの間、およびモノ同士の間の新しい形の通信を可能にすることである。

## 語義
Internet of Thingsという用語は1999年にケビン・アシュトンが初めて使ったとされ（Internet for things という表現を好んだとされる）、当初はRFIDによる商品管理システムをインターネットに例えたものであった。その後、スマートフォンやクラウドコンピューティングが広まり、この環境全体を表現する概念として転用された。
IDCでは「IP接続による通信を、人の介在なしにローカルまたはグローバルに行うことができる識別可能なエッジデバイスからなるネットワークのネットワーク」と定義している。
従来型ソリューションとの違いは、汎用ハードウェアとオープンなSDx (Software Defined) により、市民開発が可能になったことという。また、IoTデバイスそのものよりも、その先の効用・効果を生むことが重要となる。

### 日本の法律による定義
2016年4月20日に成立した法律により改正された特定通信・放送開発事業実施円滑化法の附則では「インターネット・オブ・シングスの実現」を「インターネットに多様かつ多数の物が接続され、及びそれらの物から送信され、又はそれらの物に送信される大量の情報の円滑な流通が国民生活及び経済活動の基盤となる社会の実現」として定義した。総務省は新たな電話番号割り当てのため、2017年1月1日付で省令を改正した。「020」の次が「0」または「4」を除く、8000万の電話番号がIoTのために使えるようになる。

## 歴史
スマート・デバイスが結ばれるネットワークというコンセプトは遅くとも1982年には議論されていた（TRONプロジェクトなど）。1992年、米国のカーネギー・メロン大学で開発された改造コーラ販売機は最初のインターネットに接続された電化製品の例である。これは、その在庫状況や、新たに追加されたドリンクが冷えているかをレポートすることができた。マーク・ワイザーによるユビキタスコンピューティングに関する1991年の論文"The Computer of the 21st Century"はIoTの現代的なビジョンが記されていた。1994年、Reza Rajiは「家電から工場全体まで全てを統合し自動化するための、小さなデータパケットが行き来する巨大なノードの集合」という概念をIEEE Spectrum誌に寄稿している。1993年から1996年の間、マイクロソフトのat WorkやノベルのNESTなど、幾つかの会社がIoTソリューションを提案した。1999年に、ビル・ジョイはDevice to Device (D2D)コミュニケーション構想をWorld Economic Forum at Davosで提唱した。また同年、マサチューセッツ工科大学 (MIT) のAuto-IDラボはRFIDを商品に込み込み市場分析を行うという研究プロジェクトを開始した。もしあらゆるモノとヒトが識別タグをつけることができれば、コンピュータによって在庫管理をすることができるという構想であった。
2010年代になって、米ゼネラル・エレクトリック (GE) など米国勢が中心の「インダストリアルインターネット」、ドイツ政府による「インダストリー4.0」というデジタル化政策があり、ドイツのインダストリー4.0には医療機器大手シーメンスやソフトウェア大手SAPが中心になっている。2016年にはゼネラル・エレクトリックがSAPと提携、シーメンスが米IBMと提携を始め、規格の国際標準化を見据えた勢力争いが激化している。こうした海外勢に対抗し、日本では日立製作所、三菱重工、IHI、NTTなどがそれぞれ研究開発と実用化に取り組んでいる。IoTの普及が進むにともない技術者が不足するようになったが、2017年6月、日本の人材サービス各社は国策に沿う形で外国人エンジニアの大量採用に踏み切った。
2016年から2017年は、マルウェアのMiraiとブロックチェーンや仮想通貨の流行期であった。また、三種の神器やパーフェクト ストームとも例えられた。
2019年12月18日、Apple、アマゾン、グーグル、ZigBeeアライアンス（英語: ZigBee#ZigBee Alliance）は、スマートホームデバイスの互換性向上の取り組みで連携すると発表した。
Connected Home over IPと称するプロジェクトの目標は、デバイスメーカー各社の開発業務を簡素化し、コンシュマーのために互換性を高めることを可能にする。

## ユビキタスネットワークの後継
IoTはユビキタスネットワークの後継といえる。国際電気通信連合 (ITU) は2015年に、ユビキタスネットワークやIoTの起源となったオープンアーキテクチャ・TRONを提唱したとして、坂村健に150周年賞を与えている。
ユビキタス以外にも「パーヴェイシヴ・コンピューティング (Pervasive computing)」「カームコンピューティング」「サイバー・フィジカル・システム」「マシンツーマシン」「オンライン・ツー・オフライン」と様々な言葉を包括している。ビッグデータや人工知能、シェアリングエコノミーも関連しており、坂村健は「アグリゲート・コンピューティング」「インターネット・オブ・サービス」を提唱している。「Internet of Everything」「Analytics of Everything」「Smart Everything」ともいう。また、循環型経済（サーキュラー・エコノミー）とも結びついている。
坂村健は、IoTがビッグデータを生成してフィンテックの基盤の1つとなるとし、Web2.0に準えてフィンテックを「経済2.0」とし、「社会2.0」には、「経済2.0」が必須となり、その先には社会を自動運転できる、とする。

## IoTデバイス

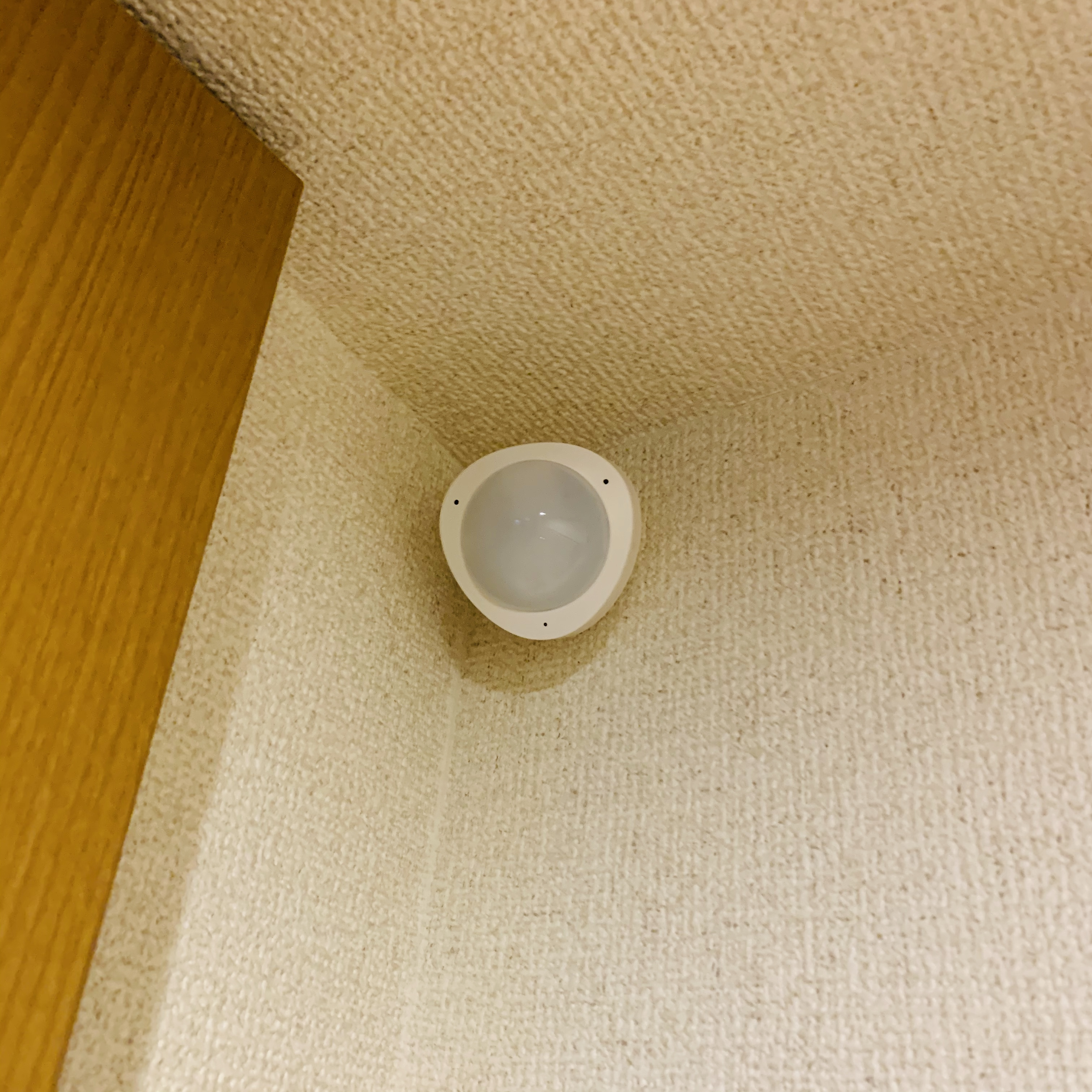
インターネットに接続されたスマートセンサー
（人や動物の動きを検出する）

ここでいう「モノ（物）」をIoTデバイスという。センサやアクチュエータなどが、動的拡張・有機的接続・自律協調・多様性を持つ。業界の方向としてニューラルネットワークのハードウェアアクセラレーションへと進んでいる。
スマートデバイスのようにIPアドレスを持つものや、IPアドレスを持つセンサーから検知可能なRFIDタグを付けた商品（コンピュータを組込まない二次元コードも含まれる）、IPアドレスを持った機器に格納されたコンテンツのことである。マシンツーマシンのスマートメーターは良い例である。
「第1段階：見える化」「第2段階：制御」「第3段階：最適化・効率改善の自動化」となる。複数のフェーズがあり、IoT-Iではモノ・人工物、IoT-IIでは人・生物、IoT-IIIではデータ・プロセス、IoT-IVではあらゆるモノが接続される。

## 通信方式
IoTを実現するために様々な通信方式が提案されている。主な通信方式は次の通り。
伝送距離が 100 m - 数十 km のものはLPWA (Low Power Wide Area) と呼ばれる。
| 名称        | 国際標準           | 国際標準 | 帯域幅  | 周波数   | 最大 伝送レート | 採用中の主な企業                                                                              | 伝送距離 |
| 名称        | 物理層/MAC         | IP層     |         | 周波数   |                 |                                                                                               |          |
| ----------- | ------------------ | -------- | ------- | -------- | --------------- | --------------------------------------------------------------------------------------------- | -------- |
| NB-IoT      | 3GPP Release13     |          | 200 kHz | licensed | 100 kbps        | エリクソン、華為、インテル、ボーダフォン、中国移動、NTT docomo、ソフトバンク、KDDI            | 数 km    |
| SIGFOX      | 独自               | なし     |         | 920 MHz  | 100 bps         | シグフォックス、テレフォニカ、ドイツテレコム、京セラ                                          | 50 km    |
| LoRa        | LoRaAlliance独自   | なし     | 125 kHz | 920 MHz  | 50 kbps         | SKT、Orange、セムテック、IBM、シスコシステムズ、仏ブイグ・テレコム、蘭KPN、ソフトバンク、KDDI | 5 km     |
| Wi-Fi HaLow | IEEE 802.11ah      |          | 1 MHz   | 920 MHz  | 4.5 Mbps        |                                                                                               | 1000m    |
| Wi-SUN      | IEEE 802.14.4/e/g  | 6LoWPAN  |         | 920 MHz  | 1Mbps           | 東京電力、NICT                                                                                | 1000 m   |
| EnOcean     | ISO/IEC 14543-3-10 |          |         | 920 MHz  |                 |                                                                                               |          |
| Z-Wave      | ITU-T G9959        |          |         | 920 MHz  | 200 kbps        |                                                                                               | 50 m     |
| Thread      | IEEE 802.15.4      | 6LoWPAN  |         | 2.4 GHz  |                 | google, Samsung, ARM,Qualcomm                                                                 |          |
| ZigBee      | IEEE 802.15.4      |          |         | 2.4 GHz  |                 |                                                                                               |          |
| BLE         | IEEE 802.15.1      |          |         | 2.4 GHz  | 1 Mbps          |                                                                                               | 100 m    |
| Bluetooth 5 | IEEE 802.15.1      |          |         | 2.4 GHz  | 125 kbps        |                                                                                               | 400 m    |
| Bluetooth 5 | IEEE 802.15.1      |          |         | 2.4 GHz  | 2 Mbps          |                                                                                               | 100 m    |

## 主な商用製品・サービス・用語
企業のIoT導入を支援する取り組みとして、複数の大手ITベンダーからIoT関連サービスやプラットフォームが発表されている。主なプラットフォームにはパブリッククラウド大手の米Amazon Web Serviceが提供する「AWS IoT」やビジネスソフトウェア大手の独SAPの「SAP Leonardo」、電機メーカー大手の米ゼネラル・エレクトリックの「Predix」や独シーメンスの「MindSphere」、産業IoTソフトウェアメーカーの米OSIソフトの「PI system」などがある。
日系ベンダーではファナックの「FIELD system」や日立製作所の「Lumada」、東芝の「SPINEX」などがある。その他、建設業に特化したIoTプラットフォームとしてコマツ、SAPジャパン、NTTドコモ、オプティムの4社共同による「LANDLOG」なども存在する。
近年では、住宅にIoTを搭載した「スマートホーム」や都市にIoT/AIを組み込んだ「スマートシティー」も話題になっている。
IoTアーキテクト
様々なIoTシステムのデータセンターへの潜在的な影響を把握する責任を負うシステムアーキテクトのこと。IoTアーキテクトはビジネス部門と協力し、ビジネス部門のクローズドループIoTソリューションが中央のIoTアーキテクチャと互換性を持っているか、あるいは広く普及した通信プロトコルやデータ構造を使用していることを保証する役割を担う。
IoTエコシステム
IoTエコシステムは、7つのレイヤーで構成される大規模なシステムであり、そのすべてがIoTの概念を効果的に使用するために不可欠である。

## 問題点

### サイバー攻撃
パーソナルコンピュータやスマートフォンなど従来のコンピュータネットワークと同様に、IoTもサイバー犯罪やサイバーテロの対象となる。前述の「Mirai」感染を含めて、実際の攻撃事例も増えている。調査会社IHSテクノロジーズは、IoTに接続される機器は2020年に世界で約530億個へ増えると予測している。その中には、パスワードの未設定などセキュリティ対策が不十分な“サイバーデブリ（ごみ）”と呼ばれる機器が既に含まれつつあり、IoTネットワーク全体での安全確保のための機器管理の管理責任や費用分担をどうするかが課題になっている。
プリンターを攻撃するマルウェアも存在する。プリンターの脆弱性を調べるツールもある
。

### プライバシー
IoTは個人用の情報端末や家庭内機器も接続されるため、プライバシーをどう保護するかが課題となっている。また、実際に家庭内に設置されたホームカメラがハッキングされる被害が発生している。

## 発展
ソニーコンピュータサイエンス研究所の暦本純一はIoTに次ぐ技術として、ヒトのインターネット（英: Internet of Human、IoH ＝ ヒトがインターネットと繋がる）、能力のインターネット化であるIoA（英: Internet of Ability）を提唱している。